# Mantidactylus bourgati
Mantidactylus bourgati är en groddjursart som beskrevs av Jean Guibé 1974. Mantidactylus bourgati ingår i släktet Mantidactylus och familjen Mantellidae. IUCN kategoriserar arten globalt som otillräckligt studerad. Inga underarter finns listade i Catalogue of Life.